# Caius ist ein Dummkopf
Caius ist ein Dummkopf ist ein 1953 entstandenes Kinder- und Jugendbuch von Henry Winterfeld. Er ist der erste von drei Teilen der Reihe Caius, der Lausbub aus dem alten Rom, die von den Abenteuern des Knaben Caius und seiner Freunde im Alten Rom handelt.

## Figuren
Neben den Hauptfiguren aller drei Teile (siehe Figuren aus der Caius-Reihe) kommen in diesem Band folgende Personen vor:
- Lukos, Hellseher, der sein Geschäft genau gegenüber der Xanthos-Schule betreibt
- Scribonus, römischer Schriftsachverständiger
- Livia, Mutter von Rufus
- Rompus, Rufus’ Erzieher, Sklave mit mazedonischer Herkunft
- Megabates, Beamter im Büro des Zensors
- Tellus, Exconsul und hoher Feldherr

## Handlung
Während des Unterrichts, in dem Xanthos seinen Schülern griechische Vokabeln beibringt, geraten Caius und Rufus in Streit, als Rufus Caius ist ein Dummkopf auf seine Wachstafel kritzelt und Caius wiederum Rufus’ Vater, den General Marcus Praetonius, als Feigling beschimpft. Der erboste Xanthos schickt Rufus nach Hause und gibt Caius eine Strafarbeit auf. Beim Packen seiner Schulsachen packt Rufus versehentlich Mucius' Laterne ein.
Des Nachts wird Xanthos Opfer eines Überfalls, gestohlen werden lediglich ein paar Lehrbücher und einige Bilder. Wenig später entdecken die Freunde in der Stadt zu ihrem Schrecken an der Wand des Minervatempels den Schriftzug: Caius ist ein Dummkopf. Caius’ Schwester Claudia sagt den Freunden, Rufus solle sich vor ihrem Vater, dem Senator Vinicius, in Acht nehmen, da Caius sogleich Rufus der Tempelschändung beschuldigt hat und der Senator ihn beim Stadtpräfekten anzeigen will. Die Polizisten, die zu der fraglichen Zeit Wache hatten, erzählen Vinicius, dass sich vor der fünften Stunde noch kein Schriftzug an der Wand befand.
Als die Freunde Rufus erst einmal in ihrer geheimen Berghöhle verstecken wollen, treffen sie Rufus triefend nass in seinem Bett an. In der Xanthos-Schule fällt ihnen auf, dass nach dem Überfall nun auch Rufus’ Schreibtafel mit jenem Schriftzug fehlt; ferner findet Antonius eine Goldkette mit ägyptischen Hieroglyphen.
Auf dem Marktplatz lesen die Freunde in der aktuellen Tageszeitung, die öffentlich auf Wachstafeln zu lesen ist, eine ausführliche Meldung über die Tempelschändung. Der Schriftsachverständige Scribonus untersucht die Schrift an der Tempelwand, hält diese aber zur Enttäuschung der Freunde für echt. Inzwischen wird Rufus verhaftet. Die Freunde suchen in Rufus’ Zimmer vergeblich nach Mucius' Laterne, finden aber Rufus nasse Kleidung unter dem Bett. Rufus’ Erzieher Rompus muss seiner Herrin gestehen, dass Rufus letzte Nacht heimlich das Haus verlassen hat; Rufus kam erst am nächsten Morgen wieder und weigerte sich, mitzuteilen, wo er gewesen war.
Als die Freunde nicht mehr weiterwissen, wollen sie den Hellseher Lukos um Rat fragen. Beim Anblick der Goldkette wirft dieser die Jungen wütend aus seinem Haus, nur Mucius bleibt unfreiwillig zurück und entdeckt eine Leiter, die auf das Hausdach führt. Auf seinem Weg zum Dach des Nachbarhauses gelangt er in das benachbarte Dianabad und schläft dort ein. Am nächsten Morgen hält ihn der Bademeister für den Einbrecher der vorherigen Nacht und zeigt ihm als Beweis Mucius' eigene Laterne. Mucius erkennt, dass Rufus sich zur Tatzeit der Tempelschändung im Dianabad befand.
Er und seine Freunde gelangen in ihrer Geheimhöhle zu dem Schluss, dass Rufus bei Lukos war und dann ins Dianabad gelangt sein muss, und wollen den Kaiser um Gnade bitten. Da taucht Xanthos auf und findet in den Berichten seiner Schüler über die Geschehnisse einen wichtigen Anhaltspunkt: Die ausführliche Zeitungsmeldung in Schönschrift kann nur vor der Tempelschändung entstanden sein; Nachrichten dieser Länge werden zudem nur von hohen Persönlichkeiten veranlasst.
Von Megabates, einem Beamten aus dem Büro des Zensors, erfahren die Freunde schließlich, dass die Nachricht von Exkonsul Tellus, einem ehemaligen Feldherrn, stammte. Xanthos vermutet einen Zusammenhang zwischen der Tempelschändung und dem Fest, das Tellus in der gleichen Nacht abhielt. Antonius schmuggelt sich in Tellus' Haus, um die Namen der Festgäste zu erfahren. Tellus schöpft Verdacht und versucht, herauszufinden, was Antonius weiß; dieser kann jedoch fliehen und findet noch heraus, dass das Fest abgesagt worden war. Bei seiner Rückkehr bringt er Tellus' Mantel mit, die Goldkette befindet sich in der Manteltasche.
Als Xanthos die Polizei benachrichtigen will, erscheint ein alter Mann mit einer Nachricht von Rufus aus dem Kerker: „Reißt dem roten Wolf den Schafspelz runter!“. Da sehen sie Tellus an der Xanthosschule vorbeilaufen und folgen ihm, um in zur Rede zu stellen. Sie treffen auf Lukos und überwältigen ihn. Mucius findet heraus, dass Rufus mit dem „roten Wolf“ Lukos meinte, da Lukos so ähnlich wie „ho lykos“ (im Buch an der fraglichen Stelle fälschlicherweise als "ho lukos" angegeben). das griechische Wort für „Wolf“, klingt.
Tellus gesteht, dass er als Hellseher an Geld kommen wollte, um so seine hohen Schulden bezahlen zu können. Rufus kam jedoch dahinter, als er Lukos aufsuchte, um Xanthos verhexen zu lassen. Um Rufus unschädlich zu machen, täuschte Tellus die Tempelschändung vor. Die Freunde lassen sich sein Geständnis schriftlich bestätigen.
Da brechen von Xanthos benachrichtigte Soldaten die Tür auf. Lukos flieht und stirbt beim Sprung in das inzwischen geleerte Schwimmbecken des Dianabades; Rufus wird freigelassen, die Freunde feiern ein Freudenfest.

## Ausgaben
- Henry Winterfeld: Caius ist ein Dummkopf: Eine lustige und spannende Detektivgeschichte für Kinder. Bilder: Charlotte Kleinert. Blanvalet, Berlin 1953 (Erstausgabe).
- Henry Winterfeld: Caius ist ein Dummkopf: Der Lausbub aus dem alten Rom (Taschenbuch), Omnibus-Verlag, München 1998, ISBN 3-570-20520-7.